# 中村知春
中村 知春（なかむら ちはる、1988年4月25日 - ）は、日本の女子ラグビーユニオン選手。ARUKAS QUEEN KUMAGAYAに所属する。

## プロフィール
- 神奈川県出身。
- 身長 162cm、体重 64kg
- 15人制女子日本代表にも選ばれたことがある[1]。
- ポジションはセンター(CTB)[2]。

## 来歴
小学校から大学までバスケットボールをやっていた。
2007年、神奈川総合高校卒業後、法政大学に入学する。
2010年、ラグビーを始めた
2011年、法政大学卒業後、電通東日本に入社。
2013年、ラグビーワールドカップセブンズ2013の7人制女子日本代表に選出された。
2014年、アジア大会の7人制女子日本代表に選出され、銀メダル獲得に貢献。
2016年、リオデジャネイロオリンピックの7人制女子日本代表に選ばれた。
2024年、パリ2024五輪の7人制女子日本代表内定選手に選ばれた。